# Пальцино (Вачский район)
Па́льцино — деревня в Вачском районе Нижегородской области. Входит в состав Филинского сельсовета.

## География
Расположено на западе района, примерно в 12 км (по шоссе) на северо-запад от райцентра Вача, на левом берегу реки Шерша. Ближайшие населённые пункты — Ташлыково в 0,8 км на запад, Мякишево в 1 км на север, Овечкино в 1,5 км на восток и Сколково в 1,5 км на юг. Высота над уровнем моря 162 м.

## История
Деревня впервые упоминается в писцовых книгах 1628-30 годов, в ней было 2 двора крестьянских и 2 бобыльских. В окладных книгах Рязанской епархии 1676 года деревня значилась в составе Козьмодемьянского прихода, в ней было 11 дворов крестьянских.
В конце XIX — начале XX века деревня входила в состав Клинской волости Муромского уезда Владимирской губернии, с 1926 году — в составе Яковцевского сельсовета. В 1859 году в деревне числилось 18 дворов, в 1905 году — 33 дворов, в 1926 году — 64 дворов. 
С 1929 года деревня являлась центром Пальцинского сельсовета Вачского района Горьковского края, с 1931 года — в составе Кошелевского сельсовета, с 1936 года — в составе Горьковской области, с 1954 года — в составе Лесниковского сельсовета, с 1960 года — в составе Клинского сельсовета, с 2009 года — в составе Филинского сельсовета. 

## Население
| 1859 | 1905 | 1926 | 1999 | 2002 | 2010 |
| ---- | ---- | ---- | ---- | ---- | ---- |
| 121  | ↗239 | ↗331 | ↘6   | ↘5   | ↘2   |